# Skara konvent
Skara konvent bestod av två konvent, ett dominikanskt och ett franciskanskt som åtminstone i delar huserade i Skaraborgs slott.
Förutom domkyrkan uppfördes under medeltiden tre andra kyrkor, ett hospital, ett härbärge för gamla präster, ett helgekorskapell samt två konvent. Det ena av dessa, för dominikaner, kallades S:t Olofs och grundades 1234. Det andra, för franciskaner, kallades S:t Katarinas och omnämnes första gången 1259. Några få testamentshandlingar utfärdade till förmån för dessa konvent finns ännu kvar; av hertigarna Erik och Valdemar erhöll exempelvis konventen vardera 20 mark.
1520 omtalas ett S:t Klemens kloster i Skara, men detta kanske bara var ett namn för prästhärbärget. Det ådrog sig Gustav Vasas vrede, då det där bodde en honom förhatlig munk. Kungen befallde att det skulle ödeläggas och munkarna sändas till sina bröder i Sigtuna.